# Gilberto Ribeiro Gonçalves
Gilberto Ribeiro Gonçalves, född 13 september 1980, är en brasiliansk tidigare fotbollsspelare.
Gil spelade 4 landskamper för det brasilianska landslaget. Han deltog bland annat i Fifa Confederations Cup 2003.